# 아드라스토스
아드라스토스(Adrastus)는 그리스 신화에 나오는 아르고스의 왕이다. 딸인 아르게이아를 오이디푸스의 쌍둥이 아들 가운데 하나인 폴리네이케스와 결혼시켰고, 데이필레는 오이네우스의 아들인 티데우스에게 시집보냈다. 사위인 폴리네이케스가 쌍둥이 형 에테오클레스와 테베의 왕위 다툼을 벌이자 일곱 장군을 앞세워 테베를 공략하였다. 아이스킬로스의 비극 《테베 공격의 일곱 장군 Hepta epi Thēbās》에 따르면 일곱 장군은 티데우스와 카파네우스를 비롯하여 에테오클로스, 히포메돈, 파르테노파이오스, 암피아라오스, 폴리네이케스이다. 다른 작품에서는 아드라스토스가 총사령관으로서 일곱 장군의 일원이었다고도 한다.